# Артурс Карашаускас
Артурс Карашаускас (латис. Artūrs Karašausks, *29 січня 1992, Рига) — латвійський футболіст, нападник ризького «Сконто», який наразі на умовах оренди виступає у складі дніпропетровського «Дніпра». Гравець національної збірної Латвії.

## Клубна кар'єра
Вихованець футбольної школи клубу «Сконто» з рідної Риги. Професійну кар'єру 17-річний футболіст розпочав 2009 року в іншому футбольному клубі латвійської столиці — «Олімпсі». У своєму дебютному сезоні на дорослому рівні продемонстрував високу результативність, забивши 10 м'ячів у 18 матчах та допомігши своїй команді посісти найвище в її історії 5-те місце у національному чемпіонаті. Талант молодого нападника привернув увагу тренера національної збірної Латвії Александрса Старковса, який назвав його найкращим молодим гравцем країни.
По завершенні сезону 2009 року Старковс прийняв пропозицію очолити ризький «Сконто» і в рамках перебудови команди клубу запросив до його лав шістьох гравців «Олімпса», включаючи Карашаускаса. У «Сконто» форвард швидко закріпився в основному складі команди, забив в 11 матчах чемпіонату 8 голів.
Наприкінці серпня 2010 року прийняв пропозицію клубу української Прем'єр-ліги «Дніпро» (Дніпропетровськ) приєднатися до команди на умовах оренди до кінця листопада 2010 року. В українському клубі грає за команду дублерів.

## Виступи за збірні
Викликався до збірних команд Латвії починаючи з команди 17-річних. З 2009 року — гравець збірної Латвії U-19. 5 червня 2010 року 18-річний нападник дебютував у складі національної збірної Латвії, вийшовши на заміну у товариській зустрічі проти збірної Гани.

## Титули і досягнення
- Чемпіон Латвії (1):

«Сконто»: 2010
- Володар Кубка Латвії (2):

«Лієпая»: 2017, 2020
- Найкращий бомбардир Вищої ліги (1):

«Сконто»: 2013 - 16 голів